# Bukumiri
Bukumiri, staro predslavensko stočarsko pleme iz Crne Gore koje je poznato tek po predanjima koja se pričaju među Kučima, a koji su živjeli u području oko Bukumirskog jezera i visoravni Momonjevo. O njima svjedoče, osim priča, tek nadgrobni spomenici kiljani. Bukumiri su vjerojatno srodnici Mataguža, iza kojih su ostali kiljani na brdu Cafi od Nikica, južno od sela Ptiklja. I jedni i drugi doživjeli su sličnu sudbinu, Bukumiri su se po predanjima Kuča poubijali u međusobnom obračunu blizu Bukumirskog jezera. O njima je pisao Jovan Erdeljanović, koji je zaključio da ni Bukumiri i Mataguži, kao ni kiljani koji su iza njih ostali nemaju ništa zakjedničkog sa Slavenima (Kučima), te da su im prethodili.
Ime Bukumiri ne dovodi se u vezu albanskim buk-mir (= 'kruh-dobar' ), a pokušava se dovesti i u vezu s riječi bogumili.